# Jandri
Alejandro Arenales Marchena (Laguna de Duero, Valladolid, España, 9 de febrero de 1968) es un exfutbolista español que se desempeñaba como defensa.

## Clubes
| Club            | País   | Año       |
| --------------- | ------ | --------- |
| U. D. Salamanca | España | 1994-1996 |
| C. A. Osasuna   | España | 1996-1998 |
| U. P. Plasencia | España | 1998-1999 |
| C. P. Almería   | España | 1999-2000 |
| C. D. Lugo      | España | 2001      |